# Thornasite
La thornasite è un minerale.